# Livre d'Amos
Le livre d'Amos est un livre de la Bible hébraïque.

## Présentation
Le prophète Amos, dont le nom signifie « porteur », était originaire de Teqoa, une ville du royaume de Juda, au sud de Jérusalem. Amos était berger et homme de la terre (Amos 1. 1 ; 7. 14). Sa connaissance de la vie agricole transparaît à plusieurs reprises dans sa manière de s’exprimer (Amos 2. 13 ; 3. 12 ; 4. 9 ; 5. 8 ; 6. 12 ; 7. 1, 2). Selon ses propres indications, Amos prophétisa aux jours des rois Ozias de Juda (791-740 av. J.-C.) et Jéroboam II d’Israël (793-753 av. J.-C.). La période pendant laquelle les règnes de ces deux rois coïncident s’étend de 767 à 753 av. J.-C., de sorte que le ministère du prophète Amos doit se situer principalement au cours de ces années.
Beaucoup de prophéties d'Amos invitent Israël et ses voisins à retourner à la justice.
Amos condamne Israël pour sa vie luxueuse, car les riches dépouillent les pauvres pour se bâtir des maisons d'ivoire, où ils festoyaient somptueusement.
Le jugement de Dieu sera exécuté à coup sûr, sur les nations voisines (Syrie, la Philistie, Tyr, Édom, Ammon, Moab et Juda), mais surtout sur Israël pour avoir haï et maltraité leurs frères israélites, pour avoir opprimé les pauvres, pour avoir commis l'immoralité, et pour avoir traité irrespectueusement les prophètes et les naziréens suscités par Dieu. La punition divine est inexorable. Il n'existe aucun refuge où s'enfuir pour échapper, aucun lieu n'est hors de portée de Dieu. Finalement, les rescapés seront rassemblés et possèderont une sécurité durable.
Ce livre se réfère au reste de la Bible, il contient de nombreuses références à l'histoire biblique et aux lois de Moïse. Pour les chrétiens du Ier siècle, les écrits d'Amos étaient divinement inspirés. Le martyr Étienne et Jacques, le frère de Jésus (Actes 15:14-18) ont attiré l'attention sur certaines de ses prophéties.

## Résumé
Les chapitres 1–5 appellent Israël et ses voisins au repentir. Le chapitre 3 explique que le Seigneur révèle ses secrets aux prophètes et que, pour cause de transgression, Israël sera détruit par l'ennemi. Les chapitres 6–8 prophétisent la chute d'Israël de nombreuses années avant l'invasion assyrienne. Le chapitre 9 prophétise qu'Israël sera rappelé dans son pays.